# Roberto Jiménez Gago
Roberto Jiménez Gago, noto semplicemente come Roberto (Madrid, 10 febbraio 1986), è un ex calciatore spagnolo, di ruolo portiere.

## Carriera

### Club
Roberto ha iniziato la sua carriera nelle giovanili dell'Atlético Madrid. Il 22 dicembre 2005 ha esordito nella Liga in occasione della partita persa per 2-1 dall'Atlético contro l'Osasuna.
Nella stagione 2007-2008 passa in prestito al Gimnàstic de Tarragona, in Segunda División. Il 5 luglio 2008 torna nella Liga, con la maglia del Recreativo Huelva, nell'operazione che porta Sinama-Pongolle nella direzione opposta. Il 13 luglio 2009 Roberto torna all'Atlético Madrid che lo paga 1.250.000 euro, per rimpiazzare i partenti Leo Franco (al Galatasaray) e Grégory Coupet (al PSG).
Gioca la sua prima partita il 19 settembre 2009, contro il Barcellona. Il 30 settembre esordisce in Champions League in una partita della fase a gironi contro il Porto, persa per 2-0.
Il 26 gennaio 2010 passa in prestito al Real Saragozza; con le sue parate aiuta la squadra aragonese a raggiungere la salvezza e conquista l'affetto della tifoseria. Il 25 giugno 2010 passa al Benfica per 8,5 milioni di euro. Firma un contratto di 5 anni con una clausola di rescissione di 20 milioni di euro.
All'inizio della sua prima stagione in Portogallo commette diversi errori per i quali viene fortemente criticato dai tifosi e dalla stampa. Il 1º agosto 2011 torna al Real Saragozza a titolo definitivo per la somma di 8,6 milioni di euro. Il suo ritorno in Aragona è positivo: nella prima parte della stagione, aiuta la squadra a guadagnare punti con le sue parate e in diverse occasioni mantiene la porta inviolata.
Il 26 luglio 2013 viene ceduto per la cifra di 6 milioni di euro all'Atlético Madrid, che firma un contratto per la durata di quattro anni, con un accordo con il Benfica e di essere immediatamente ceduto ai greci dell'Olympiacos. Infatti il giorno seguente (27 luglio 2013) il portiere si trasferisce con la formula del prestito annuale all'Olympiakos Pireo.
Il 2 febbraio 2014 viene definitivamente ingaggiato dai greci per la somma di 6 milioni di euro, dove firma un contratto per quattro anni.

## Statistiche

### Presenze e reti nei club
Statistiche aggiornate all'8 giugno 2020.
| Stagione              | Squadra               | Campionato            | Campionato | Campionato | Coppe nazionali | Coppe nazionali | Coppe nazionali | Coppe continentali | Coppe continentali | Coppe continentali | Altre coppe | Altre coppe | Altre coppe | Totale | Totale |
| Stagione              | Squadra               | Comp                  | Pres       | Reti       | Comp            | Pres            | Reti            | Comp               | Pres               | Reti               | Comp        | Pres        | Reti        | Pres   | Reti   |
| --------------------- | --------------------- | --------------------- | ---------- | ---------- | --------------- | --------------- | --------------- | ------------------ | ------------------ | ------------------ | ----------- | ----------- | ----------- | ------ | ------ |
| 2009-gen. 2010        | Atlético Madrid       | PD                    | 3          | -9         | CR              | 0               | 0               | UCL                | 1                  | 0                  | -           | -           | -           | 4      | -9     |
| gen.-giu. 2010        | Real Saragozza        | PD                    | 15         | -17        | CR              | -               | -               | -                  | -                  | -                  | -           | -           | -           | 15     | -17    |
| 2010-2011             | Benfica               | PL                    | 25         | -23        | CP+CdL          | 0+1             | -1              | UCL+UEL            | 6+8                | -12 + -8           | SP          | 1           | -2          | 41     | -46    |
| 2011-2012             | Real Saragozza        | PD                    | 38         | -61        | CR              | 2               | -3              | -                  | -                  | -                  | -           | -           | -           | 40     | -64    |
| 2012-2013             | Real Saragozza        | PD                    | 33         | -51        | CR              | 0               | 0               | -                  | -                  | -                  | -           | -           | -           | 33     | -51    |
| Totale Real Saragozza | Totale Real Saragozza | Totale Real Saragozza | 86         | -129       |                 | 2               | -3              |                    | -                  | -                  |             | -           | -           | 88     | -132   |
| 2013-2014             | Olympiacos            | SL                    | 32         | -16        | CG              | 0               | 0               | UCL                | 8                  | -11                | -           | -           | -           | 40     | -27    |
| 2014-2015             | Olympiacos            | SL                    | 29         | -20        | CG              | 4               | -2              | UCL+UEL            | 6+2                | -13 + -4           | -           | -           | -           | 41     | -39    |
| 2015-2016             | Olympiacos            | SL                    | 27         | -14        | CG              | 0               | 0               | UCL+UEL            | 6+2                | -13 + -3           | -           | -           | -           | 35     | -30    |
| Totale Olympiakos     | Totale Olympiakos     | Totale Olympiakos     | 88         | -50        |                 | 4               | -2              |                    | 24                 | -44                |             | -           | -           | 116    | -96    |
| 2016-2017             | Espanyol              | PD                    | 4          | -12        | CR              | 2               | -2              | -                  | -                  | -                  | -           | -           | -           | 6      | -14    |
| 2017-2018             | Málaga                | PD                    | 34         | -51        | CR              | 0               | 0               | -                  | -                  | -                  | -           | -           | -           | 34     | -51    |
| 2018-2019             | Espanyol              | PD                    | 0          | 0          | CR              | 6               | -9              | -                  | -                  | -                  | -           | -           | -           | 6      | -9     |
| Totale Espanyol       | Totale Espanyol       | Totale Espanyol       | 4          | -12        |                 | 8               | -11             |                    | -                  | -                  |             | -           | -           | 12     | -23    |
| 2019-gen. 2020        | West Ham              | PL                    | 8          | -17        | FACup+CdL       | 0+2             | -4              | -                  | -                  | -                  | -           | -           | -           | 10     | -21    |
| gen.-giu. 2020        | Alavés                | PD                    | 0          | 0          | CR              | 0               | 0               | -                  | -                  | -                  | -           | -           | -           | 0      | 0      |
| Totale carriera       | Totale carriera       | Totale carriera       | 248        | -291       |                 | 17              | -21             |                    | 39                 | -64                |             | 1           | -2          | 305    | -378   |

## Palmarès

### Club

#### Competizioni nazionali
- Coppa di Lega portoghese: 1

Benfica: 2010-2011
- Campionato greco: 3

Olympiakos: 2013-2014, 2014-2015, 2015-2016
- Coppa di Grecia: 1

Olympiakos: 2014-2015

### Individuale
- Portiere dell'anno del campionato greco: 1

2014